# Regioni del Québec

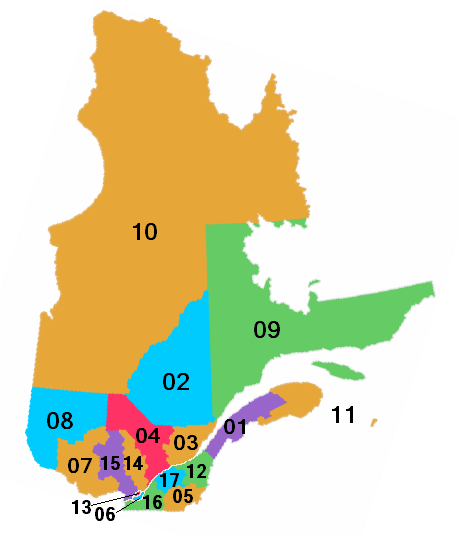
I confini delle regioni amministrative del Quebec.

Le regioni amministrative della provincia canadese del Quebec sono state create il 29 marzo 1966, e successivamente riorganizzate il 22 dicembre 1987. Esse non hanno capitali o capoluoghi ufficiali. Ufficialmente il Quebec conta 17 regioni amministrative.
| nº | Regione amministrativa        | Popolazione (2006) | Superficie (km²) | Densità (ab./km²) |
| -- | ----------------------------- | ------------------ | ---------------- | ----------------- |
| 01 | Bas-Saint-Laurent             | 201 692            | 22 185           | 9,1               |
| 02 | Saguenay-Lac-Saint-Jean       | 274 095            | 95 893           | 2,9               |
| 03 | Capitale-Nationale            | 671 468            | 18 639           | 36,0              |
| 04 | Mauricie                      | 260 461            | 35 452           | 7,3               |
| 05 | Estrie                        | 302 161            | 10 195           | 29,6              |
| 06 | Montréal                      | 1 873 971          | 498              | 3761,6            |
| 07 | Outaouais                     | 347 214            | 30 504           | 11,4              |
| 08 | Abitibi-Témiscamingue         | 144 835            | 57 340           | 2,5               |
| 09 | Côte-Nord                     | 95 948             | 236 700          | 0,4               |
| 10 | Nord-du-Québec                | 40 637             | 718 229          | 0,1               |
| 11 | Gaspésie-Îles-de-la-Madeleine | 95 872             | 20 272           | 4,7               |
| 12 | Chaudière-Appalaches          | 397 777            | 15 071           | 26,4              |
| 13 | Laval                         | 376 845            | 246              | 1532,0            |
| 14 | Lanaudière                    | 434 872            | 12 313           | 35,3              |
| 15 | Laurentides                   | 518 621            | 20 560           | 25,2              |
| 16 | Montérégie                    | 1 386 963          | 11 111           | 124,8             |
| 17 | Centre-du-Québec              | 228 099            | 6921             | 33,0              |

Fonte: Institut de la Statistique du Québec

## Vecchie regioni amministrative
- Cantons-de-l'Est (1966-1981): nel 1981 è diventata la regione amministrativa dell'Estrie.
- Nord-Ouest (1966-1981): nel 1981 è diventata la regione amministrativa dell'Abitibi-Témiscamingue.
- Bas-Saint-Laurent–Gaspésie (1966-1987): dissolta il 22 dicembre 1987, era composta dalle regioni amministrative di Bas-Saint-Laurent e da una parte di Gaspésie-Îles-de-la-Madeleine.
- Nouveau-Québec (1966-1987): il 22 dicembre 1987 è diventata la regione amministrativa del Nord-du-Québec.
- Trois-Rivières: (1966-1987): il 22 dicembre 1987 è diventata la regione amministrativa di Mauricie–Bois-Francs.
- Mauricie–Bois-Francs (1987-1997): prima del 22 dicembre 1987 era la regione amministrativa di Trois-Rivières. Dissolta il 30 luglio 1997, era composta dalle attuali regioni amministrative di Mauricie e del Centre-du-Québec.
- Québec: il 15 dicembre 1999 è diventata la regione amministrativa della Capitale-Nationale.